# 1. Sinfonie (Tschaikowski)
Tschaikowskis erste Sinfonie trägt den Titel Winterträume (russisch Зимние грёзы, wiss. Transliteration Zimnie grjozy), steht in der Tonart g-Moll und hat die Opuszahl 13. Sie entstand im Jahr 1866.

## Zur Musik

### Instrumentierung
Zwei Flöten, zwei Oboen, zwei Klarinetten, zwei Fagotte, vier Hörner, zwei Trompeten, Pauken, Streicher
nur im Finale: Piccoloflöte, drei Posaunen, Basstuba, Becken, Große Trommel

### Satzbezeichnungen
1. Allegro tranquillo
2. Adagio cantabile, ma non tanto
3. Allegro scherzando giocoso
4. Andante lugubre – Allegro moderato – Allegro maestoso

### Analyse

#### Erster Satz
2/4-Takt, Sonatenhauptsatzform, Tonart: g-Moll, Überschrift: Traum von einer Winterreise
Als einzige der sechs durchnummerierten Sinfonien Tschaikowskis beginnt die Erste nicht mit einer langsamen Einleitung, sondern es setzt sogleich die Exposition ein. Soloflöte und Solofagott tragen im Doppeloktavabstand das melancholische Hauptthema über einem Tremolohintergrund der Violinen vor. Es wird von Bratschen und tiefen Streichern aufgegriffen und erreicht alsbald einen Höhepunkt. Das darauf folgende Seitenthema der Soloklarinette (D-Dur) ist mit dem Hauptthema motivisch verwandt. Ein drittes strahlendes Thema im Blech schließt die Exposition ab. Die Durchführung beschäftigt sich vor allem mit der Entwicklung des Hauptthemas in mehreren Steigerungswellen. Besonders kunstvoll ist bereits in dieser frühen Sinfonie die Rückleitung zur Reprise über einem Orgelpunkt der Bläser. In seiner 6. Sinfonie wird Tschaikowski ein ähnliches Verfahren anwenden, wenn auch ungleich dramatischer. Die Reprise selbst verläuft regulär. Eine kurze Coda beendet den formal abgerundeten Satz.

#### Zweiter Satz
4/4-Takt, siebenteilige Form (A-B-C-B-C-B-A), Tonart: Es-Dur, Überschrift: Land der Öde, Land der Nebel
Ein sanftes Thema der gedämpften Streicher (A) umrahmt den Satz. Das eigentliche Hauptthema ist eine sehnsuchtsvolle Oboenmelodie (B), die ständig zwischen Dur und Moll schwankt. Mit dieser Melodie motivisch verwandt ist auch das dritte Thema des Satzes (C), welches in den Bratschen erklingt. Höhepunkt des Adagios ist die letzte Wiederkehr des B-Themas in den Hörnern, ehe die Wiederaufnahme des Streicherthemas (A) den Satz ruhig ausklingen lässt.

#### Dritter Satz
3/8 Takt, Scherzoform, Tonart: c-Moll
Die Eckteile des Scherzo hat Tschaikowski weitgehend unverändert seiner Klaviersonate in cis-Moll entnommen. Als Trio-Mittelteil komponierte er seinen ersten Orchesterwalzer, dessen Thema in der Coda nochmals als Mollvariante über einem Paukenrhythmus erklingt. Zwei heftige Tuttischläge beenden den Traum.

#### Vierter Satz
2/2-Takt, Sonatenhauptsatzform (mit langsamer Einleitung), Tonart: g-Moll/G-Dur
Der letzte Satz beginnt mit einer düsteren Moll-Einleitung. Bald wird jedoch das Tempo beschleunigt, und es erklingt das fröhlich-markante G-Dur-Hauptthema im vollen Orchester. Als Seitenthema verwendet Tschaikowski die Melodie aus der Einleitung. Insgesamt zeigt dieser Satz bereits die Vorliebe des Komponisten für effektvoll dahinstürmende, bisweilen lärmende Finali.

## Wirkung
Die Sinfonie wurde erstmals am 3. Februar 1868 unter der Leitung von Nikolai Rubinstein vollständig aufgeführt. Der Musiker Hans von Bülow lobte an der Sinfonie, ebenso wie später bei Tschaikowskis zweiter Sinfonie, deren Melodienreichtum. Trotzdem stehen die ersten drei Sinfonien des russischen Komponisten im Schatten des Erfolges von Tschaikowskis „drei Großen“, nämlich der vierten, fünften und sechsten Sinfonie.